# Zana Allée
Zana Allée (Duhok, 1º marzo 1994) è un calciatore francese, centrocampista del Duhok.

## Carriera
Ha esordito in Ligue 1 con il Rennes entrando nel secondo tempo della partita contro lo Stade Reims al posto di Nélson Oliveira; nella stagione 2013-2014 ha collezionato cinque presenze in massima serie, tutte partendo dalla panchina.
Dalla stagione 2015-2016 è passato nell'Ajaccio, in Ligue 2.

## Palmarès

### Club

#### Competizioni nazionali
- Championnat National 2: 2

Stade Briochin: 2019-2020 (girone B)
Rouen: 2022-2023 (girone A)